# Sonombaldshiryn Bujannemech

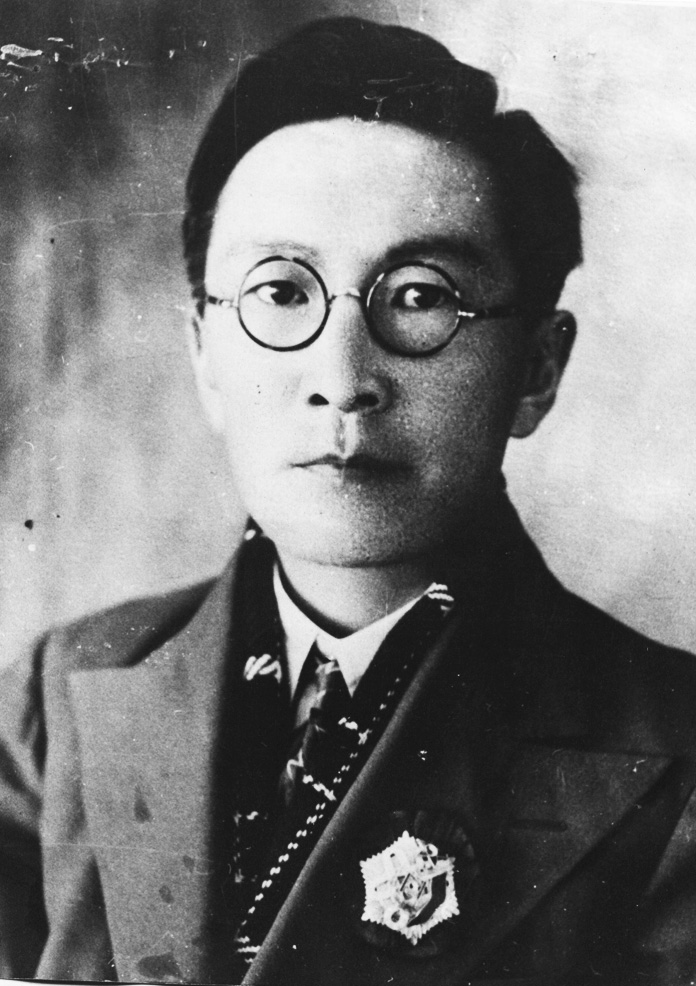
Sonombaldshiryn Bujannemech

Sonombaldshiryn Bujannemech (mongolisch: Сономбалжирын Буяннэмэх) (* 1902; † 1937) war ein kommunistischer Politiker in der Mongolischen Volksrepublik und Schriftsteller.

## Leben
Bei Hauslehrern lernte er Mandschurisch, Chinesisch und die Mongolische Schriftsprache. Er war Vorsitzender des Mongolischen Revolutionären Jugendverbands sowie Vorsitzender des Mongolischen Schriftstellerverbandes.
Sonombaldshiryn Bujannemech wurde 1937 während der stalinistischen Säuberungen in der Mongolei ermordet.

## Werke
- Sandwaa amban, (Der Gouverneur Sandwaa), Schauspiel, 1922
- Cholboo schülgüüdijn zomorlig, Gedichtsammlung, 1935
- Maltschin Towuudai, (Der Viehzüchter Towuudai), Erzählung, 1936
- Tüüwer dsochiol, (Gesammelte Werke), 1968